# Detlev von Reventlow (Bischof)

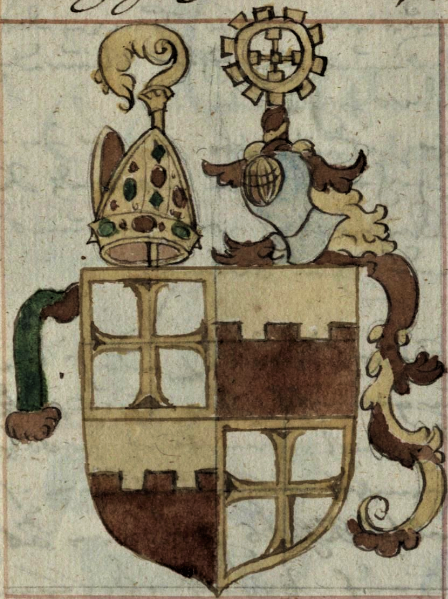
Bischofswappen Detlevs von Reventlow

Detlev von Reventlow (dänisch Ditlev; * um 1485; † 12. Mai 1536 in Lübeck) war der erste evangelische Bischof von Lübeck.

## Leben
Er war der Sohn von Joachim von Reventlow auf Rixdorf und Gram (1450–1519) und dessen Frau Armgard Buchwald von Borstel. Sein vermutlich jüngerer Bruder Iven (~1495–1568) war Berater mehrerer Könige und Herzöge, Amtmann und Landmarschall der schleswig-holsteinischen Ritterschaft. Detlev wurde für den geistlichen Stand vorgesehen, aber studierte zunächst Jura an der Universität Rostock und promovierte 1506 zum Bakkalar.
Erstmals erwähnt im Dienst des Herzogs von Schleswig Friedrich I. von Gottorf wurde er 1515 als dessen Begleiter zur Hochzeit von Christian II. von Dänemark nach Schweden. Er wurde dann Kanzler des Herzogs und blieb es auch, als der Herzog König von Dänemark wurde. Zusammen mit Melchior Rantzau und Johann Rantzau gehörte er zu den wichtigsten Ratgebern für Friedrichs Sohn Christian III. In seiner Eigenschaft als Kanzler konnte er wichtige Verträge schließen, so 1522 den Bordesholmer Vergleich zwischen Friedrich I. und Christian II.
1526 wurde er Propst des Zisterzienserinnen-Klosters Reinbek und Domherr zu Hamburg und Schleswig. Zunächst war er ein eifriger Verteidiger des alten Glaubens und reiste sogar nach Wittenberg, um mit Martin Luther zu disputieren. Später wandte er sich dem Luthertum zu und wirkte zusammen mit Johann Rantzau für dessen Einführung. 1529 war er Beisitzer des Flensburger Religionsgesprächs, welches die Ausweisung des Melchior Hofmann und seiner Anhänger zur Folge hatte. Im selben Jahr sorgte er dafür, dass bei der Säkularisation des Klosters Reinbek die rechtliche Kontinuität gewahrt blieb, da die vertriebenen Nonnen das Klostergut offiziell an den König verkaufte.
1531 wurde er Statthalter und führte während und nach der Grafenfehde Verhandlungen mit Vertretern der gegnerischen Partei wie Christoph von Oldenburg. Nachdem Lübeck 1535 besiegt war, wählte das Lübecker Domkapitel Reventlow zum Nachfolger des katholischen Bischofs Heinrich Bokholt († 15. März 1535), um auf diese Weise der Einmischung des Königs in die Bischofswahl zuvorzukommen. Reventlow führte die Reformation im Bistum Lübeck durch, aber starb schon im Frühjahr des Jahres 1536.
Sein Nachfolger wurde der Dompropst zu Schleswig Balthasar Rantzau.